# Associazione Calcio Reggiana 1978-1979
Questa voce raccoglie le informazioni riguardanti l'Associazione Calcio Reggiana nelle competizioni ufficiali della stagione 1978-1979

## La stagione
Il direttore sportivo Tito Corsi passa al Vicenza e a Reggio arriva al suo posto Edmondo Fabbri, già allenatore, sfortunato, della Nazionale e prima del Mantova che aveva pilotato dalla IV serie alla serie A. Sulla panchina resta Guido Mammi. L'unico acquisto è quello del terzino reggiano Gino Pigozzi dalla Nocerina, mentre il terzino Dino Galparoli se ne va al Brescia. Si segnala il giovane Francesco Romano che giocherà nel Milan e nel Napoli. Più tardi arriverà il centravanti Giannantonio Sperotto proviene dal Catanzaro ma aveva giocato nell'Udinese.
La Reggiana lotta a lungo per il primato. Dopo la vittoria nel derby del Tardini col Parma (0-1) il 4 marzo 1979 con una rete di Neri, la serie B sembra alla portata. A cinque giornate dal termine in piena lotta promozione, viene esonerato l'allenatore. L'ingaggio del nuovo tecnico Franco Marini peggiora la situazione, sono raccolti un punto a partita e la stagione è gettata alle ortiche. Con le sconfitte di Trieste e di Trento sono vanificate le speranze di promozione, che viene raggiunta dal Como e dal Parma, quest'ultimo dopo lo spareggio con la Triestina.
Discreto il percorso dei granata nella Coppa Italia di Serie C, vince prima del campionato il 12º girone di qualificazione superando Carpi e Modena. Poi nei sedicesimi, nel doppio confronto supera il Piacenza, negli ottavi supera il Como, nei quarti supera il Trento, in primavera nella semifinale cede il passaggio alla finale alla Biellese.

## Divise
| Prima divisa |

## Rosa

Gino Pigozzi

| N. |                   | Ruolo | Calciatore         |
| -- | ----------------- | ----- | ------------------ |
|    | Italia (bandiera) | A     | Sergio Bagatti     |
|    | Italia (bandiera) | C     | Massimo Berta      |
|    | Italia (bandiera) | A     | Alessandro Bertoni |
|    | Italia (bandiera) | D     | Fernando Bogani    |
|    | Italia (bandiera) | D     | Emidio Cattelani   |
|    | Italia (bandiera) | D     | Roberto Catterina  |
|    | Italia (bandiera) | D     | Sandro Crivelli    |
|    | Italia (bandiera) | D     | Dino Galparoli     |
|    | Italia (bandiera) | D     | Marino Marlia      |
|    | Italia (bandiera) | A     | Lorenzo Mossini    |

| N. |                   | Ruolo | Calciatore            |
| -- | ----------------- | ----- | --------------------- |
|    | Italia (bandiera) | C     | Domenico Neri         |
|    | Italia (bandiera) | P     | Antonio Pagani        |
|    | Italia (bandiera) | P     | Renato Piccoli        |
|    | Italia (bandiera) | C     | Gino Pigozzi          |
|    | Italia (bandiera) | C     | Gian Paolo Reverberi  |
|    | Italia (bandiera) | C     | Francesco Romano      |
|    | Italia (bandiera) | C     | Ferdinando Sena       |
|    | Italia (bandiera) | A     | Giannantonio Sperotto |
|    | Italia (bandiera) | D     | Claudio Testoni       |
|    | Italia (bandiera) | A     | Claudio Vaccario      |

## Risultati

### Campionato

#### Girone di andata
| Arbitro: | Angelelli (Terni) |

|            |           |             |
| Marlia 78’ | Marcatori | 50’ Martini |

| Mantova 8 ottobre 1978 2ª giornata | Mantova        | 0 – 0 | Reggiana | Stadio Danilo Martelli\| Arbitro: \| Vallesi (Pisa) \| |
| Arbitro:                           | Vallesi (Pisa) |       |          |                                                        |

| Arbitro: | Parussini (Udine) |

|          |           |  |
| Neri 23’ | Marcatori |  |

| Arbitro: | Lombardo (Marsala) |

|              |           |             |
| Zaniboni 83’ | Marcatori | 89’ Testoni |

| Reggio Emilia 29 ottobre 1978 5ª giornata | Reggiana        | 0 – 0 | Parma | Stadio Mirabello\| Arbitro: \| Simini (Torino) \| |
| Arbitro:                                  | Simini (Torino) |       |       |                                                   |

| Arbitro: | Magni (Bergamo) |

|  |           |            |
|  | Marcatori | 40’ Marlia |

| Reggio Emilia 12 novembre 1978 7ª giornata | Reggiana          | 0 – 0 | Como | Stadio Mirabello\| Arbitro: \| Falzier (Treviso) \| |
| Arbitro:                                   | Falzier (Treviso) |       |      |                                                     |

| Biella 19 novembre 1978 8ª giornata | Biellese           | 0 – 0 | Reggiana | Stadio Lamarmora\| Arbitro: \| Bianciardi (Siena) \| |
| Arbitro:                            | Bianciardi (Siena) |       |          |                                                      |

| Arbitro: | Colasanti (Roma) |

|              |           |             |
| Sperotto 55’ | Marcatori | 67’ Podestà |

| Arbitro: | Leni (Perugia) |

|  |           |               |
|  | Marcatori | 25’, 30’ Sena |

| Arbitro: | Pirandola (Lecce) |

|                   |           |            |
| Marlia 68’ (rig.) | Marcatori | 87’ Basili |

| Reggio Emilia 17 dicembre 1978 12ª giornata | Reggiana         | 0 – 0 | Triestina | Stadio Mirabello\| Arbitro: \| Castaldi (Vasto) \| |
| Arbitro:                                    | Castaldi (Vasto) |       |           |                                                    |

| Arbitro: | Savalli (Trapani) |

|  |           |           |
|  | Marcatori | 1’ Romano |

| Arbitro: | Altobelli (Roma) |

|  |           |                                            |
|  | Marcatori | 28’ (rig.) Berta 85’ Vaccario 87’ Crivelli |

| Arbitro: | Adamu (Cagliari) |

|                      |           |  |
| Neri 81’ Bagatti 85’ | Marcatori |  |

| Arbitro: | Faccenda (Salerno) |

|                                                             |           |          |
| Pigozzi 5’ (aut.) Calisti 7’ (rig.) Colombo 12’ Barozzi 65’ | Marcatori | 22’ Sena |

| Arbitro: | Filippi (Pavia) |

|                  |           |             |
| Bagatti 40’, 86’ | Marcatori | 51’ Zandegù |

#### Girone di ritorno
| Arbitro: | Baldi (Roma) |

|                      |           |          |
| Bongiorni 17’ (rig.) | Marcatori | 48’ Neri |

| Arbitro: | Pezzella (Frattamaggiore) |

|                   |           |               |
| Marlia 46’ (rig.) | Marcatori | 43’ Zarattoni |

| Arbitro: | Bianciardi (Siena) |

|               |           |              |
| Mondonico 26’ | Marcatori | 39’ Vaccario |

| Arbitro: | Leni (Perugia) |

|               |           |            |
| Neri 39’, 47’ | Marcatori | 73’ Fabbri |

| Arbitro: | Castaldi (Vasto) |

|  |           |          |
|  | Marcatori | 75’ Neri |

| Arbitro: | Giaffreda (Roma) |

|                      |           |              |
| Neri 61’ Mossini 77’ | Marcatori | 29’ Crepaldi |

| Arbitro: | Falzier (Treviso) |

|             |           |  |
| Fiaschi 74’ | Marcatori |  |

| Reggio Emilia 1º aprile 1979 25ª giornata | Reggiana       | 0 – 0 | Biellese | Stadio Mirabello\| Arbitro: \| Vallesi (Pisa) \| |
| Arbitro:                                  | Vallesi (Pisa) |       |          |                                                  |

| Modena 8 aprile 1979 26ª giornata | Modena            | 0 – 0 | Reggiana | Stadio Alberto Braglia\| Arbitro: \| Cherri (Macerata) \| |
| Arbitro:                          | Cherri (Macerata) |       |          |                                                           |

| Arbitro: | L. Esposito (Torre del Greco) |

|             |           |            |
| Sperotto 9’ | Marcatori | 46’ Vitale |

| Arbitro: | Angelelli (Terni) |

|            |           |              |
| Basili 32’ | Marcatori | 60’ Sperotto |

| Arbitro: | Altobelli (Roma) |

|                                      |           |              |
| Panozzo 11’ Prevedini 16’ Franca 69’ | Marcatori | 89’ Vaccario |

| Reggio Emilia 13 maggio 1979 30ª giornata | Reggiana             | 0 – 0 | Lecco | Stadio Mirabello\| Arbitro: \| Corigliano (Crotone) \| |
| Arbitro:                                  | Corigliano (Crotone) |       |       |                                                        |

| Arbitro: | Cherri (Macerata) |

|                                    |           |          |
| Mossini 36’, 83’ Marlia 70’ (rig.) | Marcatori | 61’ Fait |

| Arbitro: | Giaffreda (Roma) |

|         |           |  |
| Sannino | Marcatori |  |

| Arbitro: | Sala (Lecco) |

|                           |           |                           |
| Sperotto 77’ Vaccario 89’ | Marcatori | 35’ Barozzi 65’ Bongiorni |

| Arbitro: | Meschini (Perugia) |

|                                        |           |                                    |
| Zandegù 27’ De Poli 31’ Rombolotto 88’ | Marcatori | 33’ Marlia 44’ Romano 59’ Vaccario |

### Coppa Italia Semipro

#### Girone 12°
| Arbitro: | Damiani (Ascoli Piceno) |

|                                                |           |              |
| Bertoni 14’, 33’ Marlia 75’ (rig.), 76’ (rig.) | Marcatori | 82’ Falcetta |

| Arbitro: | Lussana (Bergamo) |

|                                   |           |              |
| Piccoli 13’ (aut.) Vernacchia 14’ | Marcatori | 56’ Vaccario |

| 3 settembre 1978 3ª giornata |  | – Turno riposo Reggiana |  |  |

| Arbitro: | Cerquoni (Macerata) |

|                       |           |                    |
| Zitta 19’ Gavioli 70’ | Marcatori | 7’ Marlia 31’ Sena |

| Arbitro: | Facchin (Udine) |

|                                    |           |             |
| Bagatti 27’ Sena 40’ Neri 42’, 72’ | Marcatori | 48’ Bologna |

| 24 settembre 1978 6ª giornata |  | – Turno riposo Reggiana |  |  |

#### Turni ad eliminazione diretta
| Arbitro: | Simini (Torino) |

|               |           |             |
| Salvatori 88’ | Marcatori | 76’ Mossini |

| Arbitro: | Pairetto (Torino) |

|                                              |           |  |
| Marlia 32’ (rig.) Vaccario 51’ Sena 29’, 78’ | Marcatori |  |

| Arbitro: | Stillacci (Torino) |

|  |           |                         |
|  | Marcatori | 32’ Testoni 65’ Mossini |

| Arbitro: | De Marchi (Novara) |

|                                |           |             |
| Marlia 21’ (rig.) Sperotto 54’ | Marcatori | 49’ Savoldi |

| Arbitro: | Casella (Voghera) |

|                            |           |              |
| Parlato 18’ Domenghini 52’ | Marcatori | 53’ Crivelli |

| Arbitro: | Manfredini (Pavia) |

|                                          |           |           |
| Bagatti 34’ Cattellani 84’ Vaccario 119’ | Marcatori | 69’ Telch |

| Arbitro: | Lussana (Bergamo) |

|                          |           |  |
| Sperotto 47’ Bagatti 89’ | Marcatori |  |

| Arbitro: | Castaldi (Vasto) |

|                         |           |  |
| Enzo 5’ Palese 16’, 70’ | Marcatori |  |